# Pedro Núñez Morgades
Pedro Núñez Morgades (Madrid, 25 de marzo de 1949) es un político español.

## Biografía
Licenciado en Derecho, se inició en el mundo de la política en la década de 1970, militando en la Unión de Centro Democrático. Bajo los gobiernos de la UCD desempeñó el cargo de gobernador civil en la provincia de Huelva.
En marzo de 1983 entró a formar parte de la entonces Alianza Popular y dos meses después, fue elegido diputado en la i legislatura de la Asamblea de Madrid.
Conservó el escaño hasta 1996 cuando fue nombrado por el primer Gobierno de José María Aznar, delegado del Gobierno en la Comunidad de Madrid. En mayo de 2000, Jesús Posada lo eligió para el puesto de director general de Organización Administrativa en el Ministerio de Administraciones Públicas.
Un año más tarde, pasó a ser designado defensor del menor de la Comunidad de Madrid, manteniendo el puesto hasta octubre de 2006.
En 2007 y 2011 volvió a ser elegido diputado de la Asamblea de Madrid.
- Datos: Q6069625
- Multimedia: Pedro Núñez Morgades / Q6069625